# Vejlø
Vejlø ist eine seit Mitte der 2000er Jahre unbewohnte dänische Insel im Nakskovfjord, einer Nebenbucht des Großen Belts an der Westküste der Insel Lolland. Die Insel ist 37 Hektar groß.
Vejlø gehört zum Kirchspiel (dän.: Sogn) Sandby (Sandby Sogn), das bis 1970 zur Harde Lollands Nørre Herred im damaligen Maribo Amt gehörte. Ab 1970 gehörte es zur Ravnsborg Kommune im damaligen Storstrøms Amt, die mit der Kommunalreform zum 1. Januar 2007 in der Lolland Kommune in der Region Sjælland aufgegangen ist.
Auf Vejlø befindet sich einer der Dolmen mit Namen Tinghøj und das Ganggrab von Fritzholm Mark.